# Triangle du printemps

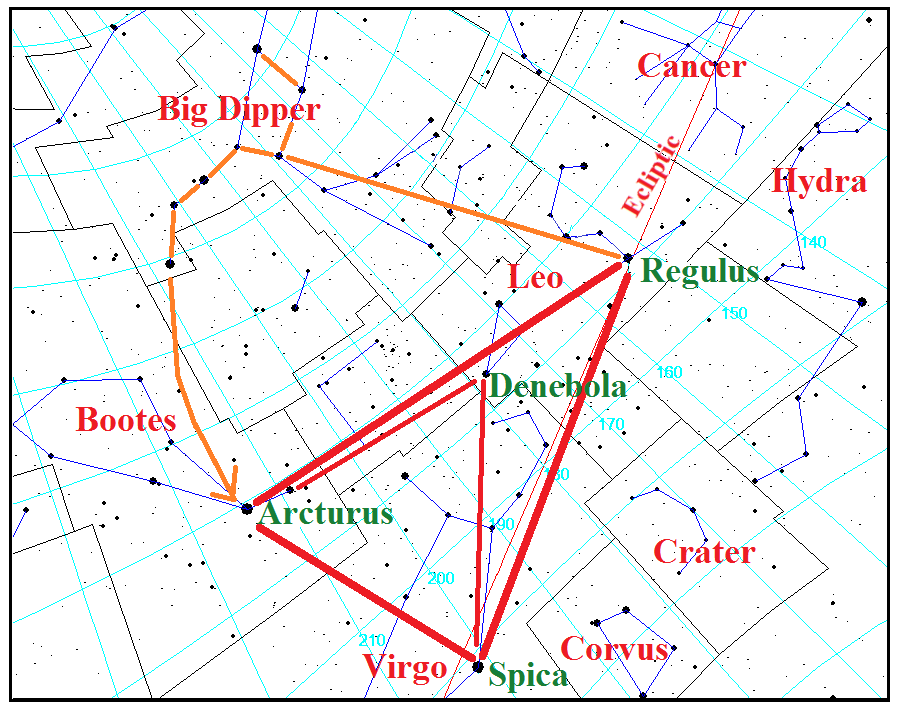
Le Triangle du printemps avec Arcturus, Spica, et Régulus. Spica et Régulus sont sur l'Écliptique. On trouve Arcturus et Spica en suivant l'arc qui commence avec la "queue" de la Grande Ourse: Alioth (ε UMa), Mizar (ζ UMa) et Alkaid (η UMa). Quant à Régulus, on peut également le trouver à partir de la Grande Ourse, en suivant l'alignement Megrez (δ UMa) Phecda (γ UMa).

Le Triangle du printemps (appelé également Triangle des nuits de printemps) est un astérisme à cheval sur l'équateur céleste, formé par 3 étoiles brillantes visibles dans l'hémisphère nord pendant les nuits de printemps.
Ces 3 étoiles sont, de la plus brillante à la moins brillante :
- Arcturus (α Bootis) de la constellation du Bouvier (Bootes, Boo)
- Spica (α Virginis) de la constellation de la Vierge (Virgo, Vir)
- Régulus (α Leonis) de la constellation du Lion (Leo, Leo).

Il contient l'étoile Dénébola (β Leonis) du Lion. La constellation de l'Hydre (Hydra, Hya) longe l'arête Spica-Régulus, la tête du Serpent (Serpens, Ser) longe l'arête Arcturus-Spica et la Grande Ourse (Ursa Major, UMa) se trouve au-delà de l'arête Arcturus-Régulus. Le triangle est à angle aigu en Régulus et pointe approximativement vers le Cancer (Cancer, Cnc) et la tête de l'Hydre, puis vers Procyon (α Canis Minoris), étoile du Triangle d'hiver, appartenant à la constellation du Petit Chien (Canis Minor, CMi).
Bien qu'à peu près aussi brillant que le Triangle d'été, il est moins en évidence car nettement plus étendu.
À noter qu'Arcturus, Spica et Dénébola forment un remarquable triangle équilatéral souvent appelé également Triangle du printemps.